# Chlorochaeta inductaria
Chlorochaeta inductaria är en fjärilsart som beskrevs av Achille Guenée 1857. Chlorochaeta inductaria ingår i släktet Chlorochaeta och familjen mätare. Inga underarter finns listade i Catalogue of Life.